# Dennis Praet
Dennis Praet (Lovaina, 14 de maio de 1994) é um futebolista belga que atua como meia. Atualmente, defende o Antwerp, da Bélgica.

## Carreira
Praet começou a carreira no Anderlecht.

## Títulos
Leicester City
- Copa da Inglaterra: 2020–21[2]
- Supercopa da Inglaterra: 2021
- EFL Championship: 2023-24